# Cyclantheropsis
Cyclantheropsis — рід квіткових рослин родини гарбузових.
Його рідним ареалом є Тропічна Африка, Мадагаскар.
Види:
- Cyclantheropsis madagascariensis Keraudren
- Cyclantheropsis occidentalis Gilg & Mildbr.
- Cyclantheropsis parviflora (Cogn.) Harms